# Mike Mora

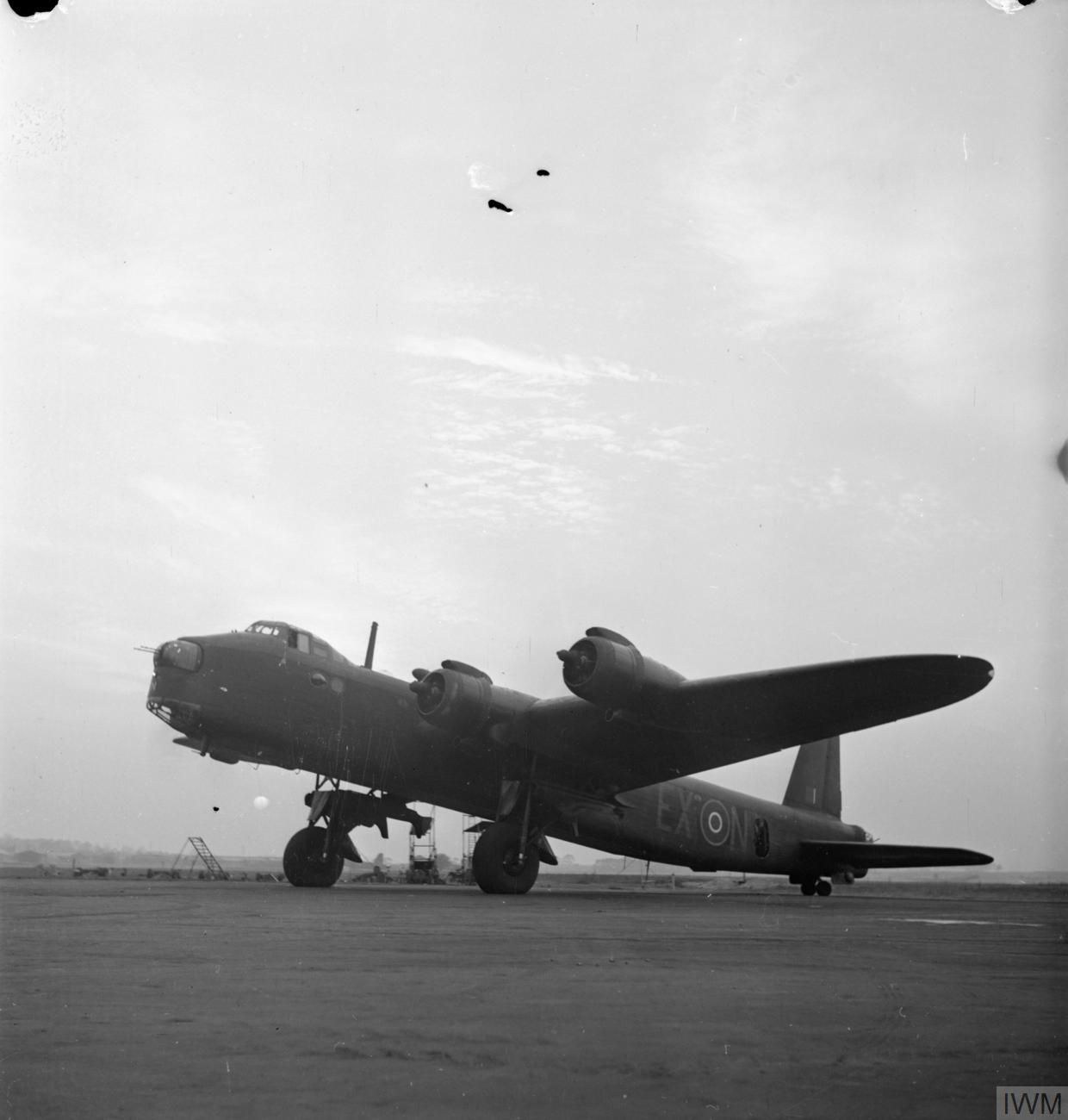
Short Stirling

Cyril Michael (Mike) Mora (Takamatua, Nieuw-Zeeland, 26 april 1921 – New Plymouth, 10 juli 2000) was tijdens de Tweede Wereldoorlog een Nieuw-Zeelands marconist bij de RAF.
De Short Stirling bommenwerper van Mike Mora werd op 27 april 1943 bij Portengen in de provincie Utrecht neergeschoten. Van de bemanning was hij de enige die na zijn parachutesprong aan de zoektocht van de Duitsers ontsnapte. Hij kreeg hulp van het verzet en werd in contact gebracht met Anton Schrader uit Schipluiden. Schrader en Gerard Bruyne, voormalig chauffeur van koningin Wilhelmina, zouden Mora ophalen en naar een onderduikadres in Schipluiden brengen. Op de terugweg werden ze aangehouden bij Woerden. De Duitse politie eiste Schraders auto op omdat de auto van zijn commandant pech had en deze naar Den Haag moest. Schrader bood aan om hem te vergezellen, aangezien Schrader hoofd Bureau Voedselvoorziening was en zei dat hij zelf ook naar Den Haag moest. De commandant kwam naast Schrader op de achterbank zitten, en met een militaire escorte gingen ze naar Den Haag. De commandant kwam er niet achter dat Mora geen Nederlander was.
Mora ging op 5 mei 1943 terug naar Engeland met behulp van Anton Schrader, die hun voor vertrek allerlei veiligheidsinstructies gaf. De passagiers moesten zich verstoppen onder de aardappelzakken in het ruim van de Nooit Volmaakt, die hun vluchtbootje meesleepte en het gezelschap tot voorbij Goudswaard bracht.
Na aankomst in Engeland stuurden ze het volgende bericht over de radio: De adelaar heeft elf veertjes verloren. De elf passagiers waren Jaap Burger, Christiaan de Bakker, Willy en Robert Weijhenke, Johan Anton Stroeve, Piet Hendrik de Groot, Gerard Bruyne, Karel de Munter, Ben Reynders, Christiaan Gutteling en Mora.

## Eerbetoon
In 1986 werd de neergestorte bommenwerper opgegraven. Mike Morra werd speciaal uit Nieuw-Zeeland overgevlogen om de opgraving te bekijken. In 2022 werd een herdenkingsplaquette op deze locatie onthuld.